# Cyphia brummittii
Cyphia brummittii är en klockväxtart som beskrevs av Mats Thulin. Cyphia brummittii ingår i släktet Cyphia, och familjen klockväxter. Inga underarter finns listade i Catalogue of Life.